# 삼총사 (뮤지컬)
《삼총사》는 알렉상드르 뒤마의 동명 소설을 원작으로 한 뮤지컬이다. 2004년 11월 18일 프라하에서 초연된 이래, 800회 이상 공연하고 100만명이 관람했다. 대한민국에서는 엠뮤지컬컴퍼니가 제작을 맡아 2009년 충무아트홀에서 초연되었다. 영화 삼총사의 메인 테마였던 브라이언 아담스의 All For Love가 주제곡으로 쓰였다. 초연 당시 평균 90%의 객석 점유율을 기록했으며 2009년 문화체육관광부 선정 최우수 문화콘텐츠로 선정되었다.

## 원작 뮤지컬과 한국어 버전의 차이
라이선스 뮤지컬이지만 삼총사 개개인의 스토리가 덧붙여지는 등 대본과 가사는 한국 정서에 맞게 고쳐졌으며 무대와 안무, 의상도 모두 새로 제작되었다. 배우 유준상은 인터뷰에서 "내용은 정말 거의 다 각색을 했고, 2막은 아예 창작이다. 무대 위에 배가 떠다니고, 마차가 움직이는 장면 등은 전부 연출의 아이디어였다"고 말했다. 배우 신성우도 "음악만 사용했지 스토리 전개 방식으로 보면 세계 초연"이라고 밝혔다.

## 줄거리

### 1막
사냥터에서 천민들과 연회를 즐기던 루이 13세는 리슐리외 추기경의 심복 쥬샤크가 데려온 미모의 여인 밀라디의 꾐에 빠져 철가면을 쓰게 되고, 쥬샤크와 밀라디의 일당은 귀족들을 죽여 사건을 비밀에 부친다. 한편 가스코뉴 출신의 청년 달타냥은 브베의 묘 앞에서 총사가 될 것을 결심하고 파리로 향하지만 도착하자마자 소매치기에게 짐을 도둑맞는다. 소매치기를 쫓는 과정에서 달타냥은 삼총사로 명성이 높은 아토스, 아라미스, 포르토스와 시비가 붙어 그들과 결투 약속을 하게 된다. 달타냥은 자신을 구해준 아름다운 아가씨 콘스탄스에게 첫눈에 반하고, 그녀가 도와주었다는 철가면을 쓴 수상한 남자에게서 삼총사에게 반지를 전해 달라는 부탁을 받는다. 그 시각 여왕은 추기경을 의심하고 오지만 딱히 증거를 찾지 못하고 돌아간다. 추기경은 브베를 놓친 쥬샤크에게 소리를 지르지만 밀라디가 가면을 씌워 입을 마비시켜놓았다며 열쇠로 열지 않는한 잘못될 일은 없다한다. 그러면서 열쇠를 추기경에게 준다. 한편.삼총사와의 결투 장소에 나간 달타냥은 결투를 방해하기 위해 나타난 쥬샤크 및 근위대 일당과 싸워 브베의 신임을 얻고 그들의 동료가 된다. 콘스탄스가 기다리는 여인숙에서 삼총사와 즐거운 술자리를 보내던 달타냥 앞에 철가면을 벗겨주기 위해 찾아온 대장장이와 잠시 자리를 비우고 그러는 동안 달타냥은 파리의 하루에 대해 노래를 부르고 아라미스는 오페라가수로 활동했을 때 사랑에 빠진 여인이 사실은 밀라디였으며 자신이 그녀에게 이용당했고 그만큼 악한 여자라는 것을 얘기해준다. 하지만 한때 밀라디와 연인관계였던 아토스는 그것은 음모가 아닐 거라 하고 그 일로 아라미스와 아토스는 다투게된다.그런데 그때 대장장이 등에 칼이 박힌 시체가 나타난다. 심상치 않은 일이 벌어졌음을 직감한 달타냥은 콘스탄스를 찾으러 가지만 콘스탄스는 이미 철가면을 쓴 사내와 함께 밀라디에게 납치당한 뒤였다. 삼총사는 뒤늦게 달타냥이 가지고 있던 반지로 철가면을 쓴 남자의 정체가 국왕 루이 13세라는 사실을 알게 된다. 달타냥과 삼총사는 다함께 힘을 모아 루이 13세와 콘스탄스를 구하기로 약속한다.

### 2막
배경은 생마르크 감옥. 시체가 되어야 나올 수 있는 곳. 이미 많이 잡힌 억울한 사람들은 고통의 목소리로 괴로워한다. 그곳에 철가면을 쓴 남자와 콘스탄스도 갇히게 된다. 한편 삼총사와 달타냥은 철가면과 콘스탄스를 구하기 위해 아라미스의 옛여인에게 도움을 청해 아토스는 왕의 서기관의 옷을 입고 밀라디에게 접근해 추기경과 밀라디의 계획을 알아내려한다. 밀라디에게 접근한것에 성공한 아토스는 밀라디에게 자신이 누군지 알리고 그를 본 밀라디는 그를 죽이려고 달려든다. 둘은 칼싸움을 벌이게 되고 시간은 과거로 바뀐다. 밀라디와 아토스는 궁에서 열린 축제에서 사랑을 속삭이며 서로를 바라보며 즐거워한다. 그러나 궁에 불이나고 밀라디의 아버지가 왕을 위협했다는 누명을 쓰게된다. 밀라디는 총사인 아토스에게 도망갈 수 있게 도와달라 했지만 아토스는 총사라는 일때문에 그 둘을 놔 주지 못하고 만다. 결국 밀라디의 아버지는 사형을 당하게 되고 밀라디는 어깨에 백합낙인이 찍히게 된다. 그러다 리슐리외 추기경의 밑에서 일하게 되며 즉 악마의 밑에서 일하게 된것이다. 아토스는 그 시절을 떠올리며 후회로 고통을 겪는다. 아토스는 시간이 지나면 용서를 구할 수 있을까 라는 노래를 부르며 밀라디방의 창문으로 뛰어 위기를 모면한다. 리슐리외 추기경의 근위대들을 피해 변장중이였던 아라미스와 달타냥은 배를 구하려 갔던 포르토스를 만나게 되지만 이미 배는 구할 수 없는 상태였다. 포르토스는 예전자신이 해적이었을 때 같이했던 친구들을 부르고 삼총사와 달타냥은 해적선을 타고 생마르크감옥으로 향한다. 한편 그 감옥에선 많은 사람들이 사형을 당하고 콘스탄스와 철가면만이 남는다. 콘스탄스는 절망과 두려움으로 노래를 불른다. 배경은 밀라디의방. 밀라디는 아토스가 방에 왔었다는 걸 리슐리외에게 말하지만 리슐리외는 그녀가 이젠 아군이 아니란 이유로 그녀를 생마르크감옥에 가둬버린다. 그때 마침 큰 폭파와 함께 온 삼총사와 달타냥은 감옥에 있는 근위대들을 죽이고 콘스탄스와 철가면을 구한다. 아토스는 옆칸에 있는 밀라디도 구하려 했으나 쫓아오는 근위대 때문에 구하지 못하고 가게된다. 밀라디는 그에게 또 버림받았다 생각하여 고통의 노래를 부르고 무너지는 건물과 함께 묻히게 된다. 삼총사와 달타냥은 작은 배를 타고 콘스탄스와 철가면과 함께 다시 궁전으로 향한다. 그 배에선 달타냥과 콘스탄스가 다시 사랑을 속삭이고 아토스는 또 한번 밀라디를 구하지 못했다는 생각에 자책한다. 그 시각 궁전. 왕의 탄신일이 거의 다가오고 리슐리외는 변신을 시작한다. 이빨을 끝낸 리슐리외의 모습은 뜻밖이였다. 그는 왕과 모습이 같은 쌍둥이였다. 그는 왕을 죽이고 자신이 왕이 되려는 속셈이였던 것이다. 드디어 왕의 탄신일. 가짜왕은 왕관을 받는다. 허나 때 맞춰온 삼총사와 달타냥. 그가 가짜라는 것을 말하고 그들은 또 한번 근위대들과 싸움을 벌인다. 삼총사와 달타냥은 열쇠를 구하기 위해 리슐리와 싸우게 되지만 삼총사는 부상을 당하고 기절하게 된다. 마침내 달타냥과 싸우는 리슐리외. 그러나리슐리외의 총을 맞고 쓰러지는 달타냥. 그런데 그때 두건을 쓴 사람이 작은 배를 타고 나타나더니 리슐리외를 총으로 쏘고 물에 빠뜨린다. 그리고 달타냥에게 아토스에게 말을 전해달라며 밀라디는 죽었지만 그녀의 의지는 죽지 않았다고 하며 돌아간다. 그 사람은 바로 밀라디였다. 다행히 달타냥은 콘스탄스가 준 목걸이 덕에 치명상을 피하게 되고 왕은 철가면을 벗고 탄신일을 맞이하게 된다. 그리고 달타냥은 드디어 총사자격을 받게 된다. 아토스는 왕에게 부탁하여 자신이 사랑하는 여자를 찾아내어 지켜주고싶다고 하고 아라미스 포르토스 달타냥 그리고 다른 총사들 곁을 떠나게 된다. 그리하여 왕은 예전 달타냥이 말했던 정의는 살아있다는 말을 생각하며 진실한 왕이 되고 달타냥은 그런 왕이 제일 소중히 하는 총사가 되었다.
무슨 일이 있어도 정의는 살아있다. 우리는 하나~!!

## 뮤지컬 삼총사 출연진

### 2009년
- 부베 역 - 엄기준, 박건형
- 아토스 역 - 신성우, 유준상
- 포르토스 역 - 김법래
- 아라미스 역 - 민영기
- 추기경 역 - 이정열, 손광업
- 밀라디 역 - 배해선, 백민정
- 콘스탄스 역 - 김소현
- 쥬샤크 역 - 김상현

### 2010년
- 달타냥 역 - 엄기준, 김무열, 규현, 제이
- 아토스 역 - 서범석, 유준상
- 포르토스 역 - 김법래, 김진수
- 아라미스 역 - 민영기, 최수형
- 추기경 역 - 이정열, 조순창
- 밀라디 역 - 서지영, 백민정
- 콘스탄스 역 - 김아선, 다나
- 쥬샤크 역 - 김상현

### 2011년(세종문화회관)
- 달타냥 역 - 엄기준, 김진우, 규현
- 아토스 역 - 신성우, 유준상
- 포르토스 역 - 김법래
- 아라미스 역 - 민영기
- 추기경 역 - 양준모
- 밀라디 역 - 서지영, 백민정
- 콘스탄스 역 - 김아선
- 쥬샤크 역 - 김상현

### 2011년(성남아트센터)
- 달타냥 역 - 엄기준, 그라샤, 규현, 허영생, 오원빈
- 아토스 역 - 신성우, 유준상
- 포르토스 역 - 김법래
- 아라미스 역 - 민영기
- 추기경 역 - 이정열, 조순창, 양준모
- 밀라디 역 - 서지영, 소냐
- 콘스탄스 역 - 김소현, 김아선
- 쥬샤크 역 - 김상현

### 2013년
- 달타냥 역 - 엄기준, 규현, 이창민, Jun.K, 박진우
- 아토스 역 - 남경주, 신성우, 이건명
- 아라미스 역 - 민영기, 김민종, 손준호
- 포르토스 역 - 김법래, 조순창
- 리슐리외 역 - 김형묵, 홍경수
- 밀라디 역 - 서지영, 김아선
- 콘스탄스 역 - 김소현, 제이민, 예은

### 2014년
- 달타냥 역 - 박형식, Jun.K, 성민, 엄기준, Key, 박진우, 송승현
- 아토스 역 - 이건명, 신성우, 유준상
- 아라미스 역 - 민영기, 김민종, 손준호
- 포르토스 역 - 김법래, 조순창
- 리슐리 역 - 홍경수, 박성환
- 밀라디 역 - 소냐, 서지영, 김아선
- 콘스탄스 역 - 다나, 김여진, 김사은, 제이민, 예은
- 쥬샤크 역 - 박무진, 김형균, 김상현

### 2018년
- 달타냥 역 - 엄기준, 손호영, 서은광
- 아토스 역 - 신성우, 유준상, 김준현
- 아라미스 역 - 민영기, 손준호, 박민성
- 포르토스 역 - 김법래, 이정수
- 리슐리외 역 - 홍경수, 조순창
- 밀라디 역 - 서지영, 안시하, 장은아
- 콘스탄스 역 - 제이민, 린지
- 쥬샤크 역 - 김보강, 선재

### 2022년(유니버설 아트센터)
- 달타냥 역 - 정욱진, 최민우, 렌, 라키, 경윤, 민규
- 아토스 역 - 신성우, 이건명, 김형균
- 아라미스 역 - 김준현, 김신의, 김현수
- 포르토스 역 - 김법래, 장대웅
- 리슐리외 역 - 서범석, 강동우
- 밀라디 역 - 백주연, 김아선
- 콘스탄스 역 - 효은, 김수
- 쥬샤크 역 - 고경만, 김상현, 엄준식

## 스태프
- 작사 : 마이클 데이비드(Michal David), 브라이언 아담스(Bryan Adams)
- 작곡 : 마이클 데이비드(Michal David), 브라이언 아담스(Bryan Adams)
- 대본 : 올드리치 리텐베르그(JUDr. Oldřich Lichtenberg), 루 파나넥 하겐(Lou Fananek Hagen)
- 프로듀서 : 김선미(2009~) 엄홍현(2009), 김희철(2009~2010)
- 연출/각색/한국어 버전 작사 : 왕용범
- 음악감독 : 이성준
- 안무 : 이란영(~2011), 서병구(2013), 문성우(2018)
- 무대디자인 : 서숙진
- 의상디자인 : 한정임

## 공연 일정

### 2009년
- 2009년 5월 12일 ~ 2009년 6월 21일(충무아트홀 대극장)
- 공연시간: 화, 목 8시 / 수, 금, 토 4시, 8시 / 일, 공휴일 3시, 7시

### 2010년
- 2010년 12월 15일 ~ 2011년 1월 30일(충무아트홀 대극장)
- 공연시간: 화, 목 8시 / 수, 금, 토 4시, 8시 / 일, 공휴일 3시, 7시

### 2011년
- 2011년 7월 22일 ~ 7월 31일(세종문화회관 대극장)
- 공연시간: 화~토 4시, 8시 / 일 3시, 7시

- 2011년 11월 3일 ~ 12월 28일(성남아트센터 오페라하우스)
- 공연시간: 화, 목 8시 / 수, 금, 토 4시, 8시 / 일, 공휴일 3시, 7시

### 2013년
- 2013년 2월 20일 ~ 2013년 4월 21일(충무아트홀 대극장)
- 공연시간 : 화, 수, 목 4시, 8시 / 금 8시 / 토 4시, 8시 / 일, 공휴일 3시, 7시

### 2014년
- 2014년 3월 14일 ~ 2014년 3월 30일(세종문화회관 대극장)
- 공연시간 : 화, 수, 목, 금 8시 / 토 3시, 7시 / 일, 공휴일 2시, 6시

### 2018년
- 2018년 3월 16일 ~ 2018년 5월 27일(한전아트센터)
- 공연시간 : 화, 수, 목, 금 8시 / 토 3시, 7시 / 일, 공휴일 2시, 6시

### 2022년
- 2022년 9월 16일 ~ 2022년 11월 6일(유니버설아트센터)
- 공연시간 : 화, 목, 금 7시 30분 / 수 3시, 7시 30분 / 토, 일, 공휴일 2시, 6시 30분 (월 공연없음)